# 野水いおりの2h
「A&G ARTIST ZONE 野水いおりの2h」（のみずいおりのにえっち）は、2011年10月7日から12月27日まで文化放送超!A&G+で放送されていた、生放送番組。パーソナリティは野水いおり、アシスタントは大島崚。

## 番組概要

### パーソナリティ
パーソナリティ
野水いおり
アシスタント
大島崚

### 放送時間
2011年10月7日 - 12月27日
火曜日 19:00 - 21:00（リピート放送：水曜日13:00 - 15：00）

## コーナー
ゆるキャラ研究所
野水が、言葉での説明をヒントに、ゆるキャラを描く。
2011年10月4日（第1回）から。
人類カホン計画
火曜日の挨拶「かほーん」を広める。
2011年10月11日（第2回）から。

## ゲスト
- 第5回（2011年11月01日） - 富樫美鈴